# Проскурин, Денис Сергеевич
Денис Сергеевич Проскурин (3 апреля 1979) — казахстанский «футболист.

## Карьера

### Клубная
Начал профессиональную карьеру в 1996 году в дубле Востока». На следующий сезон был переведён в основной состав. За 3 сезона, проведённые в «Востока», сыграл только 2 матча. После, в 1998 году перешёл в «Елимай», где стал основным игроком. В 2001 году был на просмотре в волгоградском «Роторе».
В 2002 году заключил однолетний контракт с павлодарским «Иртышом», за который сыграл 8 матчей и забил 2 мяча. После вернулся обратно в «Елимай». В 2003 году был на просмотре в «Херенвене».
В 2004 по 2005 годы провёл по сезону в «Экибастузце» и в «Семей». В 2006 году перешёл в павлодарский «Энергетик».
В 2008 по 2009 годы играл в «Асбесте», «Востоке» и в «Кызылжаре». В 2010 году перешёл в семипалатинский «Спартак».
Закончил карьеру в 34 года в 2013 году в составе игравшего тогда в 1 лиге сараньском «Гефесте».

### Сборная
Проскурин играл в составе молодёжной сборной Казахстана, сыгравшей единственный раз в финальной части чемпионата мира.
Единственный матч за главную сборную сыграл 27 апреля 2003 года против сборной Фарерских островов.

## Достижения
«Спартак» (Семей)
- Чемпион Казахстана: 1998
- Серебряный призёр Первой лиги Казахстана: 2005

«Иртыш» (Павлодар)
- Чемпион Казахстана: 2002

«Экибастуз»
- Победитель Первой лиги Казахстана: 2007